# سیارک ۴۷۵۷
سیارک ۴۷۵۷ (به انگلیسی: 4757 Liselotte، نامگذاری:1973ST) چهار هزار و هفتصد و پنجاه و هفتمین سیارک کشف شده‌است که در ۱۹ سپتامبر ۱۹۷۳ کشف شد.
قدر مطلق سیارک برابر ۱۲٫۹۰ است.